# Yoshikazu Taru
Yoshikazu Taru (多留 嘉一 Taru Yoshikazu?) (23 de agosto de 1964) es un luchador profesional japonés, más conocido por su nombre artístico TARU. Taru es famoso por sus apariciones en Toryumon y más tarde en All Japan Pro Wrestling como dirigente del grupo Voodoo Murders.

## Carrera
Taru, tras haber practicado kárate durante la mayor parte de su vida, decidió cumplir su sueño de ser luchador profesional después de presenciar el gran terremoto de Hanshin-Awaji de 1995. Por ello un año después se graduó en el Bukō Dojo de Koji Kitao, un gimnasio de lucha libre con conexiones con el mundo del kárate.

### Wrestle Assocation R (1996-1998)
Tras dejar el Kitao Dojo, Yoshikazu trabajó en Wrestle Yume Factory durante dos años, comenzando a aparecer también en Wrestle Association R como uno de los ayudantes de Koji Kitao. Durante este tiempo, Taru haría equipo con el resto de componentes del séquito de Koji, contándose entre ellos Masaaki Mochizuki, Takashi Okamura & Akio Kobayashi.

### Toryumon (1998-2004)
A su salida de WAR, Taru se desplazó a México para trabajar en Toryumon Mexico, llegando a aparecer en World Championship Wrestling merced a los contactos de Último Dragón, director de Toryumon. 
Durante uno de sus primeros combates en la marca japonesa Toryumon, en el que hizo equipo con Masaaki Mochizuki para enfrentarse a Keiichi Kono & Takashi Okamura en un combate de demostración del Buko Dojo, el stable heel Crazy MAX (Shiima Nobunaga, Judo Suwa & Sumo Fuji) atacó a todos los participantes en la lucha, exceptuando a Taru, al que dejaron ileso. En agradecimiento, Yoshikazu cambió su nombre a TARU y se unió a Crazy MAX, tomando el rol del refinado y siniestro mánager de estilo yakuza del equipo. Yoshikazu, quien lucía los tatuajes habituales de esta organización y era referido por los miembros de CMAX como "hermano mayor" -otra costumbre entre los yakuzas-, se hizo famoso por sus caros y excéntricos trajes, así como por sus intervenciones bate de béisbol en mano para ayudar a sus amigos durante los combates. Luchando sólo ocasionalmente, TARU era usuario de un estilo de lucha altamente agresivo, empleando sus golpes de kárate con eficacia y utilizando además varios tipos de armas, especialmente su fiable bate, para atacar a sus rivales en un descuido del árbitro.
Durante los años siguientes, Crazy MAX dominaría la promoción, mientras que TARU, por su parte, entró en un feudo cómico con Stalker Ichikawa, derrotándole continuamente; en varios de estos combates, TARU aparecería como TARUltimo Dragon (タルティモ・ドラゴン Tarutimo Doragon?), parodiando a Último Dragón; como The Great Ruta (グレート・ルタ Za Gurēto Ruta?), parodiando a The Great Muta; e incluso como TARU Chon Mon (TARUちゃんマン TARU Chan Man?), en imitación de The Takechan Man. En octubre de 2000, TARU debutó en All Japan Pro Wrestling para competir contra M2K (Masaaki Mochizuki, Susumu Mochizuki & Yasushi Kanda), un grupo enemigo de Crazy MAX en Toryumon que había declarado tener intenciones de atacar AJPW. Taru hizo equipo con Giant Kimala y combatió contra ellos, consiguiendo varias victorias y derrotas, hasta que un par de meses después, todos volvieron a Toryumon. Luego, en 2001, TARU compitió en el torneo El Número Uno, pero sería derrotado en la final por su compañero CIMA. Poco después, Crazy MAX admitió un nuevo miembro, MAKOTO, cuando éste derrotó a TARU en un combate para asegurar su puesto. TARU no gustó de esta decisión, pero acabó accediento, y de hecho reclutó a dos luchadores más, Susumu Mochizuki y Yasushi Kanda; pero estos dos se rebelaron contra Crazy MAX la misma noche y formaron un grupo heel por su cuenta, aliándose con Masaaki Mochizuki para crear M2K. Con esto, Crazy MAX quedó convertido en face a Crazy MAX. TARU, después de ser traicionado por MAKOTO en varias ocasiones, lo expulsó del grupo en un combate en el que el perdedor abandonaría la empresa, y cubrió su hueco con el cómico Stalker Ichikawa, el cual tampoco duró mucho tiempo. A finales de 2001, Toryumon lanzó la marca Toryumon 2000 Project, en la que TARU fue activo participante. Allí entró en un cómico feudo con Kinya Oyanagi, con ambos luchadores intercambiando victorias. En esta rivalidad TARU introdujo a una versión ligera de él, TARUcito, como nuevo miembro de Crazy MAX.
En enero de 2002, Crazy MAX derrotaría a M2K para ganar el UWA World Trios Championship. Poco después, TARU compitió en la siguiente edición de El Número Uno, pero de nuevo no consiguió ganar, siendo derrotado por Magnum TOKYO. Sin embargo, meses más tarde él y SUWA ganaron en One Night Tag Team Tournament 2002 al derrotar a Bicycle Brothers (Don Fujii & Ryo Saito). En verano, Crazy MAX entró en un feudo con Italian Connection (Milano Collection A.T., YASSINI, YOSSINO, Condotti Shuji & Pescatore Yagi) cuando Fujii "secuestró" a Michael, el perro invisible de Milano. Sin embargo, Crazy MAX perdió el UWA World Trios Championship ante Italian Connection, uniéndose además Kenichiro Arai, Masaaki Mochizuki & Ryo Saito para disputar el título. En su terreno particular, TARU luchó en El Número Uno 2003, pero no consiguió victorias. En cambio, Crazy MAX tuvo una larga racha de combates por equipos ganados los meses siguientes.

### Dragon Gate (2004)
Poco después del cierre de Toryumon Japan debido a la partida de Último Dragón, quien se llevó el nombre de Toryumon con él, CIMA y gran parte del plantel iniciaron la empresa Dragon Gate. Allí, Fuji decidió abandonar Crazy MAX, siendo sustituido por el nuevo miembro Shingo Takagi. Sin embargo, el nuevo trío no logró demasiado éxito, al lado de nuevos stables como Aagan Iisou (Shuji Kondo, YASSHI, Takuya Sugawara, Toru Owashi & Shogo Takagi). El último combate del equipo fue en noviembre de 2004, siendo finalmente desbandado. La misma noche, TARU abandonó Dragon Gate.

### All Japan Pro Wrestling (2005-2011)

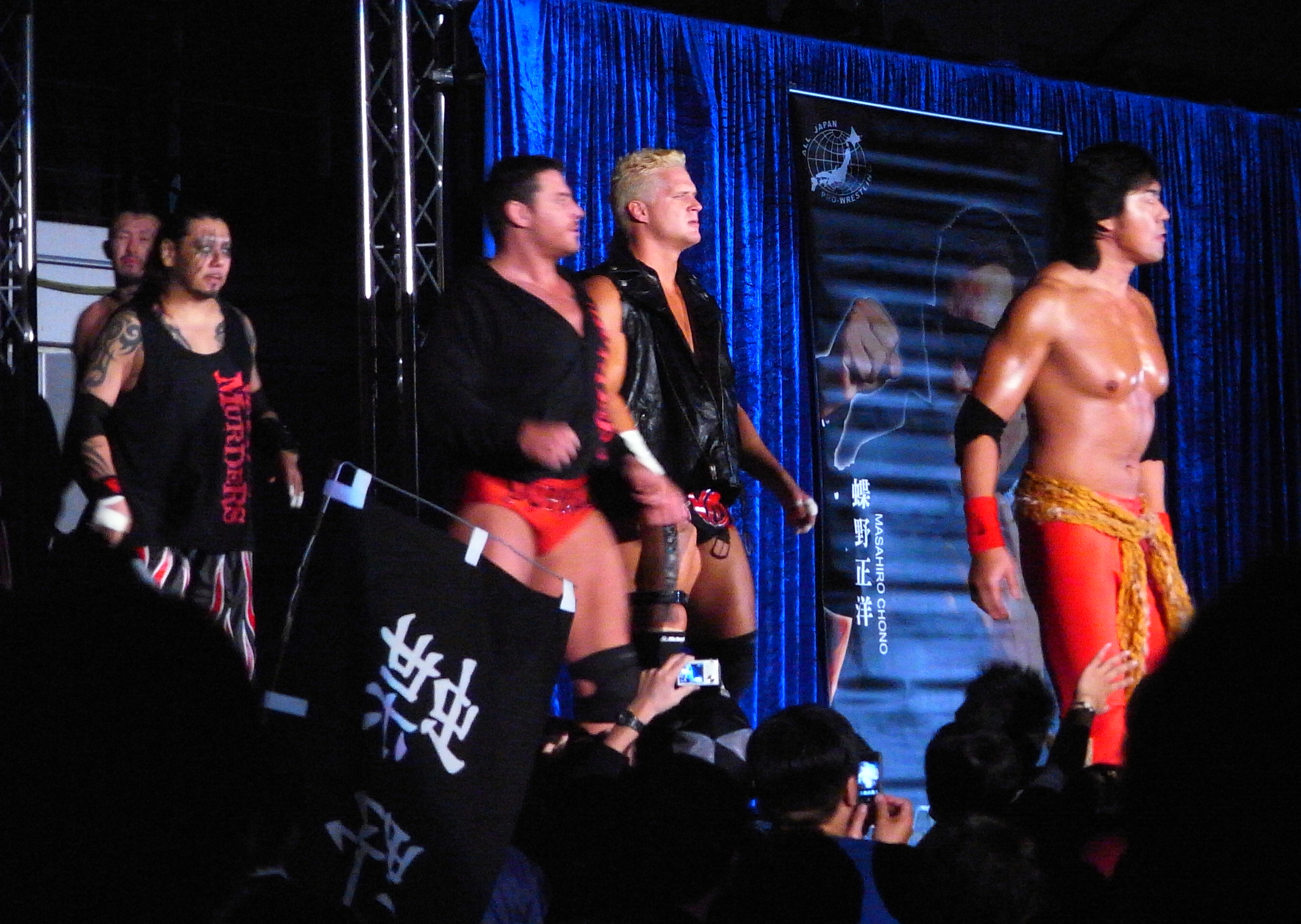
TARU (el segundo por la izquierda) durante la entrada de Voodoo Murders.

En enero de 2005, TARU fue contratado por All Japan Pro Wrestling, empresa en la que ya había participado antes cuando era miembro de Toryumon. TARU apareció inicialmente como el mánager del heel Johnny Stamboli, declarando que su objetivo era acabar con el director de AJPW Keiji Muto. A la semana siguiente, TARU hizo su debut en el ring, revelando que el nombre de su equipo con Stamboli era Voodoo Murders. Al poco, TARU formó una alianza con Chuck Palumbo, y con la adición de sus compañeros de Toryumon Shuji Kondo & YASSHI y el enorme gaijin Giant Bernard, TARU estableció Voodoo Murders como luego sería conocido, un grupo caracterizado por sus brutales tácticas ilegales y sus ataques a luchadores, rasgos que reflejaban el proverbial sadismo de su líder. El papel de TARU como líder era reducido, interviniendo muy poco durante los combates y dedicándose mayormente a tareas de mánager de tono sectario, siendo llamado "Padre" (Ojiki) por los miembros del grupo. Además, durante sus entradas TARU se haría conocido por arrojar agua sobre los fanes para burlarse de ellos, bromeando luego sobre la composición de la misma, y llegando a vender botellas de agua etiquetadas como "TARU Water" en las gimmick tables.
En julio, Voodoo Murders entró en un feudo con RO&D, otra gran facción heel dirigida por TAKA Michinoku. Con la rivalidad extendiéndose el resto del año, TARU & Bernard hicieron equipo para participar en la Real World Tag League 2005 Block A, pero no consiguieron muchas victorias, debido a las frecuentes reyertas en masa entre ambos grupos.
A inicios de 2006, Kohei Suwama y RO'Z se unieron al grupo, supliendo la ausencia de Bernard, el cual había dejado la empresa. En septiembre, Voodoo Murders derrotó finalmente a RO&D para conseguir la victoria final, disolviendo el grupo; tras ello, también los antiguos miembros de RO&D Bull Buchanan & D'Lo Brown fueron reclutados. Sin embargo, algunos exmiembros de RO&D se aliaron con Keiji Muto y luchadores como Taiyo Kea y Kikutaro para enfrentarse a Voodoo Murders.
En julio de 2011, una lucha real en backstage entre Taru y Super Hate, terminó con Hate último hospitalizado y en coma debido a un aneurisma cerebral. Taru asumió la responsabilidad del acto y pidió su suspensión, aunque ello no impidió que sus compañeros fueran despedidos también por no haber actuado durante la lucha. Sin embargo, un mes más tarde éstos fueron recontratados. La trama legal del asunto finalizó con TARU y MAZADA siendo multados con 300000 yenes uno y 200000 otro. A la vez, Taru anunció que entraba en inactividad, y abandonó AJPW.

### Pro Wrestling El Dorado (2007-2008)
En diciembre de 2007, TARU apareció en Pro Wrestling El Dorado para sustituir temporalmente a Noriaki Kawabata como director de la promoción. En su aparición, TARU dio un áspero monólogo en el ring, criticando duramente a los luchadores de El Dorado y a los fanes que estaban causando el descenso de la empresa. En diciembre, después de la ida de Kawabata, TARU fue convertido en director oficialmente. Su presencia allí duró hasta 2008, año en el que El Dorado cerró.

### Diamond Ring (2013-presente)
Después de su larga ausencia desde su ida de AJPW, TARU volvió al ring el 11 de febrero de 2013 en un evento de Diamond Ring, haciendo equipo con Kazunari Murakami para enfrentarse a Kento Miyahara y Taishi Takizawa. La lucha acabó sin resultado, ya que YASSHI y Kengo Nishimura irrumpieron para ayudarles. La misma noche TARU, YASSHI, Murakami y Nishimura reformaron el equipo, al que se unieron también Miyahara y Takizawa.

## En lucha
- Movimientos finales
  - Malw[2][3] (Sitout vertical suplex one shoulder powerbomb) - 2002-2005
  - Taru Driller[2][3] (Sitout over the shoulder belly to back piledriver)

- Movimientos de firma
  - Arm wrench inside cradle pin[9]
  - Asian mist[3]
  - Body slam
  - Brainbuster
  - Cross armbar[10]
  - Diving plancha[11]
  - Dragon Sleeper[12] (Inverted facelock) - 2000; parodiado de Último Dragón
  - Double underhook facebuster[13]
  - Eye rake
  - Fireball[3]
  - Headbutt drop, a veces a la entrepierna del oponente
  - Ippon seoi nage[11]
  - Moontaruto[2] (Diving double jump moonsault)[3]
  - Low blow
  - Running lariat
  - Single leg Boston crab[14]
  - Spinebuster
  - Spinning suplex slam
  - Standing powerbomb[3]
  - Taru Copter[15] (Spinning crucifix toss)
  - T-Crush[2][3] (Sitout chokebomb, a veces desde una posición elevada)
  - Taru Guillotine[16] (Diving leg drop, a veces a la nuca del oponente)
  - Varios tipos de kick:
    - Kakato Otoshi[3] (Axe a la nuca del oponente)
    - Big boot
    - Gamengiri[17]
    - High-speed sole
    - Múltiples stiff roundhouse al torso del oponente
    - Reverse roundhouse
    - Spinning heel
    - Stiff shoot a la espalda de un oponente sentado tras un snapmare

  - Vertical suplex

- Luchadores dirigidos
  - Crazy MAX (CIMA, SUWA & Dandy Fujii)
  - Mini Crazy MAX (Mini CIMA, SUWAcito, Small Dandy Fujii & TARUcito)
  - Voodoo Murders (varias encarnaciones)

## Campeonatos y logros
- All Japan Pro Wrestling
  - AJPW Unified World Tag Team Championship (1 vez)[18] - con Satoshi Kojima
  - AJPW All Asia Tag Team Championship (1 vez) - con Big Daddy Voodoo

- International Wrestling Revolution Group
  - World Lucha Libre Martial Arts Championship (1 vez)

- Toryumon
  - UWA World Trios Championship (1 vez)[19] - con CIMA & Big Fuji
  - One Night Tag Tournament (2002) - con SUWA

- Pro Wrestling Illustrated
  - Situado en el N°242 en los PWI 500 del 2008[20]

- Tokyo Sports Grand Prix
  - Equipo del año (2006)[21] - con Suwama, Shuji Kondo & YASSHI